# Copa del Atlántico
La Copa del Atlántico était un tournoi de football joué en Amérique du Sud par les clubs et les nations. En portugais l'épreuve s'appelait Taça do Atlântico. Il y eut trois éditions de la Copa del Atlántico des nations : en 1956, 1960 et 1976. Elles furent à chaque fois remporté par le Brésil. La Copa del Atlántico des clubs ne fut organisé qu'une seule fois, en 1956, en parallèle à la compétition des nations. Il n'y eut pas de vainqueur, la finale opposant les Corinthians à Boca Juniors n'ayant pas été disputé. 

## Copa del Atlántico des nations

### Palmarès
| Année | Position  | Position  | Position  | Position  |
| Année | Vainqueur | Second    | Troisième | Quatrième |
| ----- | --------- | --------- | --------- | --------- |
| 1956  | Brésil    | Argentine | Uruguay   | -         |
| 1960  | Brésil    | Argentine | Uruguay   | Paraguay  |
| 1976  | Brésil    | Argentine | Paraguay  | Uruguay   |

### Résultats détaillés

#### 1956
| Équipe    | J | G | N | D | B.p | B.c | Diff | Pts |
| --------- | - | - | - | - | --- | --- | ---- | --- |
| Brésil    | 2 | 1 | 1 | 0 | 2   | 0   | +2   | 3   |
| Argentine | 2 | 1 | 1 | 0 | 2   | 1   | +1   | 3   |
| Uruguay   | 2 | 0 | 0 | 2 | 1   | 4   | −3   | 0   |

| Date        | Lieu           | Match               | Score |
| 24 juin     | Rio de Janeiro | Brésil - Uruguay    | 2 - 0 |
| 1er juillet | Montevideo     | Uruguay - Argentine | 1 - 2 |
| 8 juillet   | Buenos Aires   | Argentine - Brésil  | 0 - 0 |

#### 1960
Le 17 août 1960, la victoire de l'Argentine sur l'Uruguay lui permet d'obtenir la 2e place de la Copa del Atlántico.
| Équipe    | J | G | N | D | B.p | B.c | Diff | Pts |
| --------- | - | - | - | - | --- | --- | ---- | --- |
| Brésil    | 3 | 2 | 0 | 1 | 7   | 3   | +4   | 4   |
| Argentine | 3 | 2 | 0 | 1 | 6   | 5   | +1   | 4   |
| Uruguay   | 3 | 2 | 0 | 1 | 3   | 5   | −2   | 4   |
| Paraguay  | 3 | 0 | 0 | 3 | 2   | 5   | −3   | 0   |

| Date       | Lieu           | Match                | Score |
| 3 juillet  | Asuncion       | Paraguay - Brésil    | 1 - 2 |
| 9 juillet  | Montevideo     | Uruguay - Brésil     | 1 - 0 |
| 9 juillet  | Buenos Aires   | Argentine - Paraguay | 1 - 0 |
| 12 juillet | Rio de Janeiro | Brésil - Argentine   | 5 - 1 |
| 13 juillet | Montevideo     | Uruguay - Paraguay   | 2 - 1 |
| 17 août    | Buenos Aires   | Argentine - Uruguay  | 4 - 0 |

#### 1976
À l'occasion de ce tournoi les Copa Roca, Copa Rio Branco, Copa Lipton et Copa Newton furent attribuées. 
| Équipe    | J | G | N | D | B.p | B.c | Diff | Pts |
| --------- | - | - | - | - | --- | --- | ---- | --- |
| Brésil    | 6 | 5 | 1 | 0 | 12  | 5   | +7   | 11  |
| Argentine | 6 | 3 | 1 | 2 | 13  | 9   | +4   | 7   |
| Paraguay  | 6 | 1 | 3 | 2 | 9   | 11  | −2   | 5   |
| Uruguay   | 6 | 0 | 1 | 5 | 5   | 14  | −9   | 1   |

| Date       | Lieu           | Match                | Score |
| 25 février | Asuncion       | Paraguay - Argentine | 2 - 3 |
| 25 février | Montevideo     | Uruguay - Brésil     | 1 - 2 |
| 27 février | Buenos Aires   | Argentine - Brésil   | 1 - 2 |
| 10 mars    | Montevideo     | Uruguay - Paraguay   | 2 - 2 |
| 7 avril    | Asuncion       | Paraguay - Brésil    | 1 - 1 |
| 8 avril    | Buenos Aires   | Argentine - Uruguay  | 4 - 1 |
| 28 avril   | Rio de Janeiro | Brésil - Uruguay     | 2 - 1 |
| 28 avril   | Buenos Aires   | Argentine - Paraguay | 2 - 2 |
| 19 mai     | Asuncion       | Paraguay - Uruguay   | 1 - 0 |
| 19 mai     | Rio de Janeiro | Brésil - Argentine   | 2 - 0 |
| 9 juin     | Montevideo     | Uruguay - Argentine  | 0 - 3 |
| 9 juin     | Rio de Janeiro | Brésil - Paraguay    | 3 - 1 |